# Шпрух
Шпрух — жанр німецької середньовічної поезії, короткий чотириакцентний вірш, написаний простою розмовною мовою. Поширення отримав в XII—XV століттях. У цьому жанрі виступали шпільмани і мінезингери. Тематично могли носити як релігійний, так і світський, сатиричний характер.
Виникнення шпруха пов'язують з ім'ям Вальтера фон дер Фогельвейде, а його розвиток — з творчістю Ганса Сакса. Інші відомі автори в цьому жанрі: Сперфогель, Фрейданк, Петер Зухенвірт.